# Dolînske, Sosnîțea
Dolînske (în ucraineană Долинське) este un sat în comuna Velîke Ustea din raionul Sosnîțea, regiunea Cernihiv, Ucraina.

## Demografie
Componența lingvistică a localității Dolînske
     Ucraineană (98,81%)
     Alte limbi (0,4%)
Conform recensământului din 2001, majoritatea populației localității Dolînske era vorbitoare de ucraineană (98,81%), existând în minoritate și vorbitori de alte limbi.